# Magdalena Figur
Magdalena Figur-Mulart (ur. 1927 w Nowinach, zm. 17 sierpnia 2007 w Kwidzynie) – polska traktorzystka, szefowa pierwszej brygady traktorzystek w Błotniku na Żuławach, przodowniczka pracy.

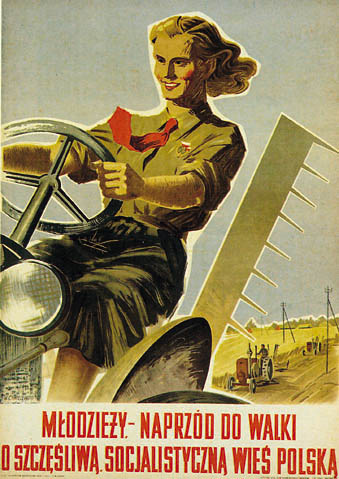
Plakat propagandowy

Figur otrzymała w lutym 1949 roku możliwość uczestniczenia w kursie dla traktorzystów. Uczestniczyło w nim 40 mężczyzn oraz dwie kobiety, z których kurs ukończyła tylko Figur.
Zdjęcia, jakie zrobiono uśmiechniętej dziewczynie w mundurze Związku Młodzieży Polskiej, siedzącej na traktorze marki John Deere w maju 1949 roku w Wilanowie, posłużyły do całej serii publikacji propagandowych PRL, między innymi socrealistycznych plakatów „Kobiety na traktory”, czy „Młodzieży. – Naprzód do walki o szczęśliwą socjalistyczną wieś polską”, firmujących sojusz robotniczo-chłopski.
W 2001 Ewa Pięta nakręciła film dokumentalny Dziewczyna z plakatu poświęcony losom Magdaleny Figur, który otrzymał nagrodę „Złotego SMOFI” w kategorii filmów alternatywnych-profesjonalnych na 11. Międzynarodowym Festiwalu Krótkometrażowych Filmów Alternatywnych i Amatorskich SMOFI w Krakowie (2001).
W 2002 film był prezentowany w konkursie sekcji dokumentalnej Międzynarodowego Festiwalu Filmowego w Karlowych Warach.